# Mammejong
Pour plus de détails, voir Fiche technique et Distribution.
Mammejong est un film luxembourgeois écrit et réalisé de Jacques Molitor (lb) et sorti en 2015.
Le film a été tourné à Kehlen, au Luxembourg, et est sorti le 28 janvier 2015 au cinéma au Luxembourg.

## Synopsis
Après la mort de son père, Philippe — dit Fläpp — et sa mère maniaco-dépressive Sophie vivent dans une étrange symbiose. Leur amour sincère l'un pour l'autre cache une relation malsaine caractérisée par une dépendance mutuelle et des sentiments de culpabilité. Fläpp est toujours traité comme un enfant, et en même temps choyé et mis sous pression par sa mère. Elle souhaite qu'il reprenne prochainement la boutique de son père et se bat contre les promoteurs immobiliers qui veulent racheter la boutique pour y construire un immeuble à appartements.
Un jour, la mystérieuse Leena entre dans la vie de Fläpp. Tous les garçons du village s'intéressent à elle, mais Sophie voit Leena comme une menace. Fläpp est naïf, mais émotionnellement intelligent et éprouve un sentiment de liberté qu'il ne connaissait pas auparavant. Il comprend que pour gagner le cœur de Leena, il doit s'éloigner de sa mère.

## Fiche technique
- Titre original : Mammejong
- Réalisation : Jacques Molitor (lb)
- Scénario : Eric Lamhene, Jacques Molitor
- Photographie : Jean-Louis Schuller
- Montage : Sophie Vercruysse
- Musique : Kyan Bayani
- Costumes : Uli Simon
- Production : Bernard Michaux
- Pays de production : Luxembourg, Belgique
- Langue originale : luxembourgeois
- Format : couleur
- Genre : drame
- Durée : 85 minutes
- Dates de sortie :
  - Luxembourg : 28 janvier 2015

## Distribution
- Max Thommes : Flëpp
- Myriam Muller : Sophie
- Maja Juric : Leena
- Joe Blitgen : Tun
- Robin Morais : Kevin
- Loïc Pavant : Jacques
- Christiane Rausch : Flammang, Josiane
- Mike Tock : Mann mat Schnurrbaart / Mike
- Jules Werner : Steve Bourg

## Récompenses et distinctions
- (en) Mammejong: Awards, sur l'Internet Movie Database